# Olympische Winterspiele 1980/Bob – Viererbob (Männer)
Beim Viererbob der Männer bei den Olympischen Winterspielen 1980 fanden insgesamt vier Läufe statt. Die ersten beiden Läufe wurden am 23. Februar ausgetragen. Der dritte und vierte Lauf fanden am 24. Februar statt. Ausgetragen wurde der Viererbobwettbewerb der Männer auf der Olympia-Bobbahn Mount Van Hoevenberg.

## Ergebnisse
| Rang | Land               | Athleten                                                                 | Lauf (s) | Lauf (s) | Lauf (s) | Lauf (s) | Gesamt (min) |
| Rang | Land               | Athleten                                                                 | 1        | 2        | 3        | 4        | Gesamt (min) |
| ---- | ------------------ | ------------------------------------------------------------------------ | -------- | -------- | -------- | -------- | ------------ |
| 1    | DDR                | Meinhard Nehmer Bernhard Germeshausen Bogdan Musiol Hans-Jürgen Gerhardt | 59,86    | 60,03    | 59,73    | 60,30    | 3:59,92      |
| 2    | Schweiz            | Erich Schärer Ulrich Bächli Rudolf Marti Josef Benz                      | 60,31    | 60,41    | 60,02    | 60,13    | 4:00,87      |
| 3    | DDR                | Horst Schönau Roland Wetzig Detlef Richter Andreas Kirchner              | 60,24    | 60,35    | 60,04    | 60,34    | 4:00,97      |
| 4    | Österreich         | Fritz Sperling Heinrich Bergmüller Franz Rednak Bernhard Purkrabek       | 60,75    | 60,77    | 60,41    | 60,69    | 4:02,62      |
| 5    | Österreich         | Walter Delle Karth Franz Paulweber Gerd Zaunschirm Kurt Oberhöller       | 60,91    | 61,12    | 60,25    | 60,67    | 4:02,95      |
| 6    | Schweiz            | Hans Hiltebrand Ulrich Schindler Walter Rahm Armin Baumgartner           | 61,13    | 61,00    | 60,54    | 61,02    | 4:03,69      |
| 7    | BR Deutschland     | Peter Hell Hans Wagner Heinz Busche Walter Barfuß                        | 61,14    | 61,22    | 60,57    | 61,47    | 4:04,40      |
| 8    | Rumänien           | Dragoș Panaitescu-Rapan Dorel Cristudor Sandu Mitrofan Gheorghe Lixandru | 61,42    | 61,32    | 60,61    | 61,33    | 4:04,68      |
| 9    | Großbritannien     | Jonnie Woodall Tony Wallington Corrie Brown John Howell                  | 61,44    | 61,42    | 60,98    | 61,08    | 4:04,92      |
| 10   | BR Deutschland     | Alois Schnorbus Lothar Pongratz Jürgen Hofmann Martin Meinberg           | 61,54    | 61,47    | 60,93    | 61,21    | 4:05,15      |
| 11   | Italien            | Andrea Jory Edmund Lanziner Georg Werth Giovanni Modena                  | 61,26    | 61,66    | 61,01    | 61,37    | 4:05,30      |
| 12   | Vereinigte Staaten | Bob Hickey Jeff Jordan Willie Davenport Jeff Gadley                      | 61,49    | 61,81    | 61,04    | 61,77    | 4:06,11      |
| 13   | Vereinigte Staaten | Howard Siler Joe Tyler Jeff Jost Dick Nalley                             | 61,49    | 61,69    | 61,30    | 61,72    | 4:06,20      |
| 14   | Rumänien           | Constantin Iancu Ion Duminicel Doru Frîncu Constantin Obreja             | 61,85    | 62,16    | 61,74    | 61,76    | 4:07,51      |
| 15   | Großbritannien     | Jackie Price Gomer Lloyd Andrew Ogilvy-Wedderburn Nick Phipps            | 61,79    | 61,90    | 62,11    | 61,89    | 4:07,69      |
|      | Schweden           | Carl-Erik Eriksson Peter Jansson Runald Beckman Kenth Rönn               | 61,01    | 61,00    | 60,36    | DSQ      | DSQ          |
| -    | Kanada             | Martin Glynn Alan MacLachlan Serge Cantin Robert Wilson                  | 61,76    | 62,25    | DNF      | -        | DNF          |